# Bauernhof Robert-Werner-Platz 11 (Radebeul)
Der ehemalige Bauernhof am Robert-Werner-Platz 11 liegt in der Ursprungsgemarkung der sächsischen Stadt Radebeul. Das Bauernhaus wird heute als Wohnhaus genutzt.

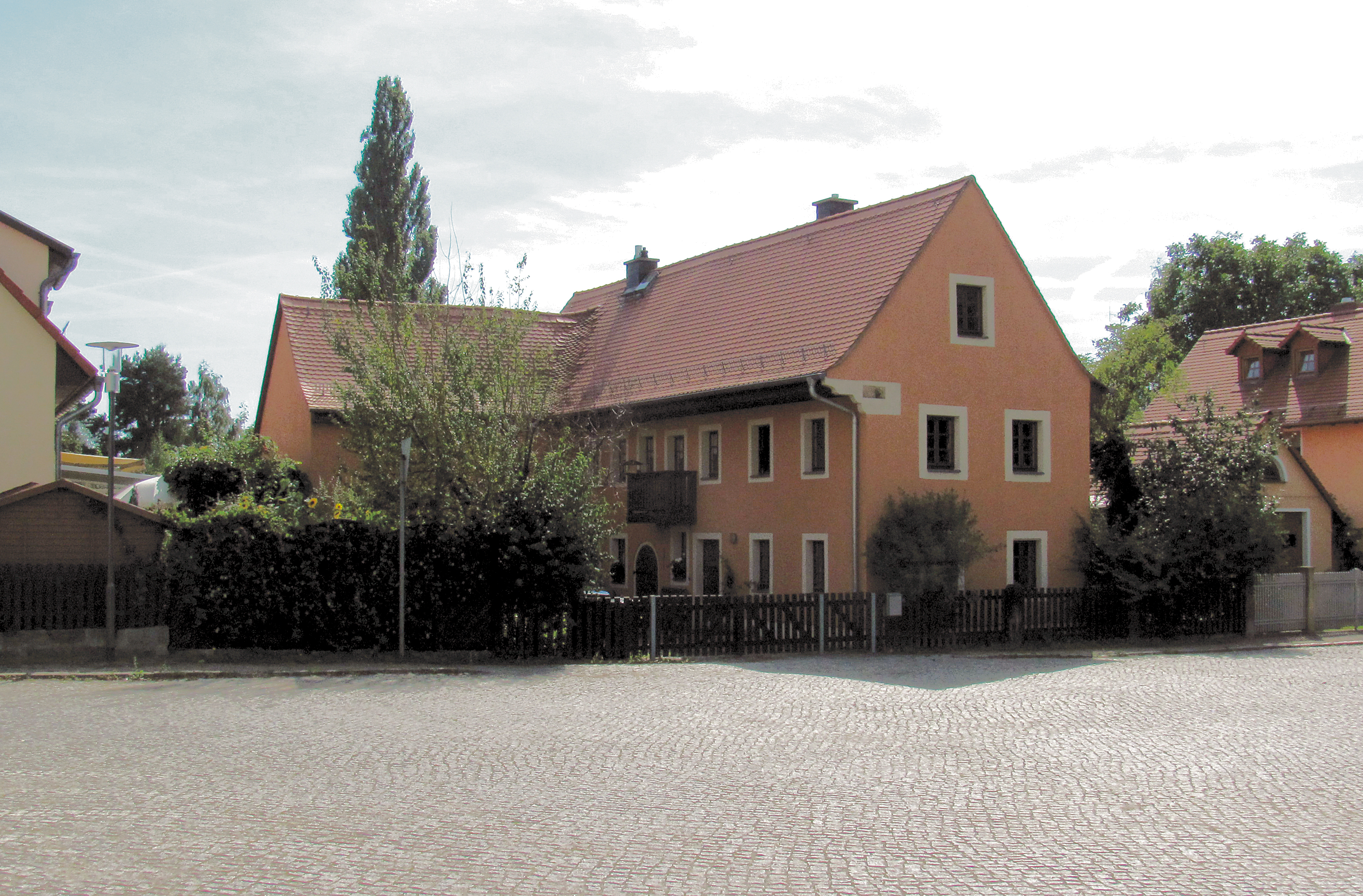
Ehem. Bauernhof Robert-Werner-Platz 11; gepflasterte Fläche (2012) vor der Umgestaltung zum Stadtgarten

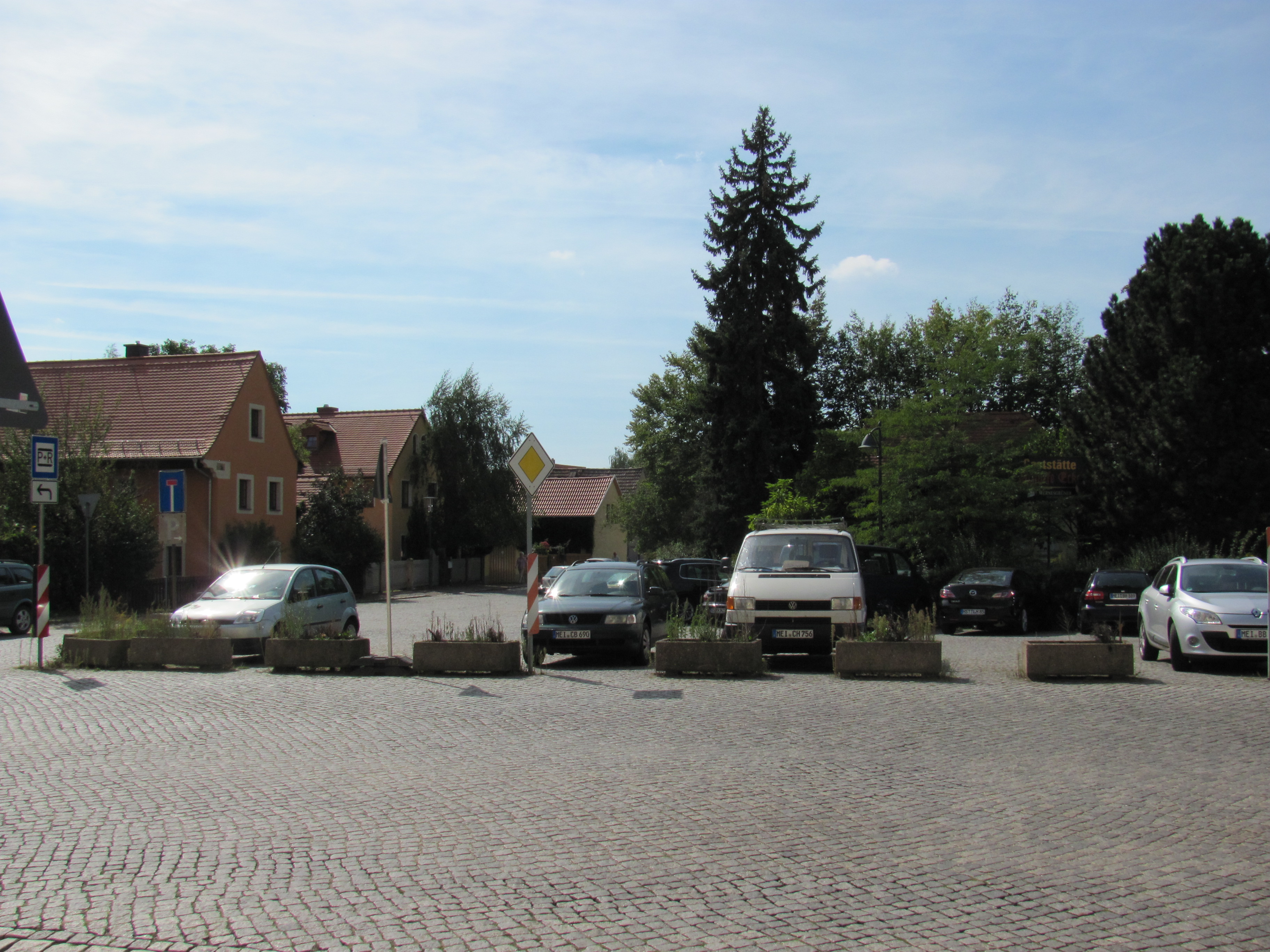
Robert-Werner-Platz 11 (links); gepflasterte Fläche (2012) vor der Umgestaltung zum Stadtgarten

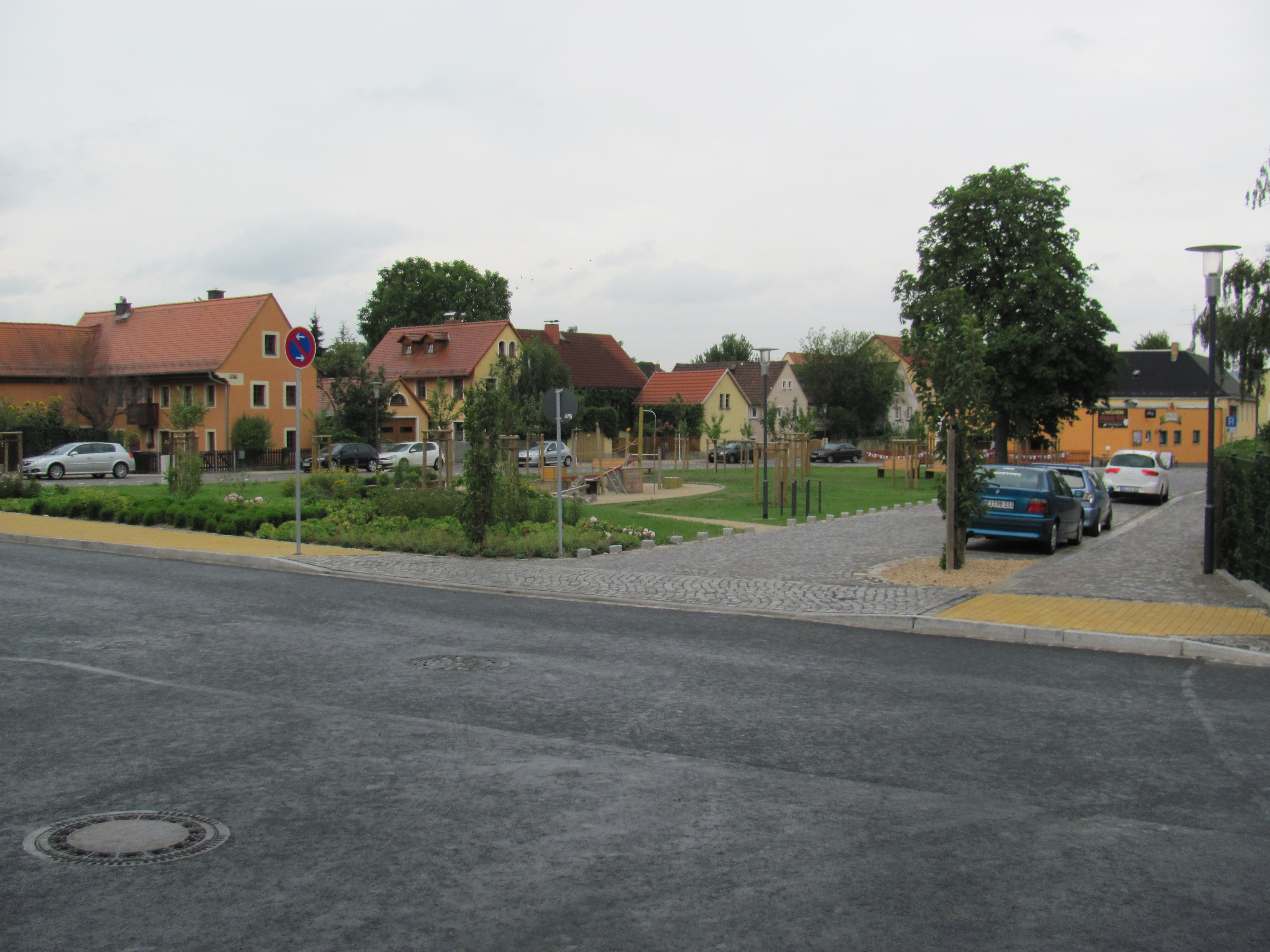
Robert-Werner-Platz 11 (links) mit den Nachbarhäusern als Platzbegrenzung

## Beschreibung
Das kleine zweigeschossige, mit Nebengebäude denkmalgeschützte Wohnhaus steht giebelständig zum Robert-Werner-Platz. Auf der Rückseite steht im Rechten Winkel ein nach links angebautes Wirtschaftsgebäude. Das biberschwanzgedeckte Satteldach des Haupthauses kragt zur Hofseite stark über, im Kragstein zur Straße ist die Jahreszahl 1865 zu sehen, „die sich auf einen Um- und Anbau bezieht.“ Das Bauernhaus stammt wohl aus der 1. Hälfte des 19. Jahrhunderts.
Im Hof befindet sich ein rundbogiger Kellereingang.
Der sich rechts des Haupthauses befindliche Anbau mit dem bis zum Erdgeschoss abgeschleppten Dach wurde bei der Sanierung wegen schlechten Zustands ab 2003 entfernt, womit die Giebelseite des Putzbaus ein fast symmetrisches Aussehen zurückerhielt. Teilweise zugesetzte Fensteröffnungen wurden wieder geöffnet und die „nicht überall erhaltenen Sandsteingewände wurden ausgebessert, strukturell ergänzt und einheitlich farblich hervorgehoben.“ „Türen und Fenster wurden in traditionellen Formen in guter handwerklicher Qualität erneuert“.
Die Bauherrschaft erhielt 2006 dafür, dass sie „[m]it der Sanierung dieses Hauses […] einen Auftakt gegeben und der Entwicklung des Robert-Werner-Platzes die Richtung gewiesen“ hat, den Radebeuler Bauherrenpreis.